# Katrin Olsson
Katrin Olsson est une karatéka suédoise surtout connue pour avoir remporté le titre de championne d'Europe de karaté en kumite individuel féminin plus de 60 kilos aux championnats d'Europe de karaté 1993 à Prague, en République tchèque.

## Résultats
| Résultat      | Date | Épreuve                   | Catégorie | Compétition                | Ville hôte                    |
| ------------- | ---- | ------------------------- | --------- | -------------------------- | ----------------------------- |
| Médaille d'or | 1993 | Kumite individuel + 60 kg | Seniors   | Championnats d'Europe 1993 | Prague, en République tchèque |